# Chrono.Naut/Nuclear Guru
Chrono.Naut / Nuclear Guru to split EP zespołów Electric Wizard i Orange Goblin. To drugi wspólny split tych zespołów, pierwszy wydany został w 1995 roku. To CD jest kompilacją nagrań Chrono.Naut i Nuclear Guru, które zostały wcześniej wydane tylko na winylach w 1997 roku.

## Lista utworów

### Electric Wizard
1. "Chrono.Naut / Chrono.Naut Phase II" – 17:06

### Orange Goblin
1. "Nuclear Guru" – 6:47
2. "Hand of Doom" (Black Sabbath) – 7:02

## Muzycy

### Electric Wizard
- Jus Oborn – gitara, śpiew
- Tim Bagshaw – gitara basowa
- Mark Greening – perkusja

### Orange Goblin
- Ben Ward – gitara, śpiew
- Pete O'Malley – gitara
- Martyn Millard – gitara basowa
- Chris Turner – perkusja